# Fungia gravis
Fungia gravis är en korallart som beskrevs av Nemenzo 1955. Fungia gravis ingår i släktet Fungia och familjen Fungiidae. Inga underarter finns listade i Catalogue of Life.